# Rupert zu Castell-Rüdenhausen

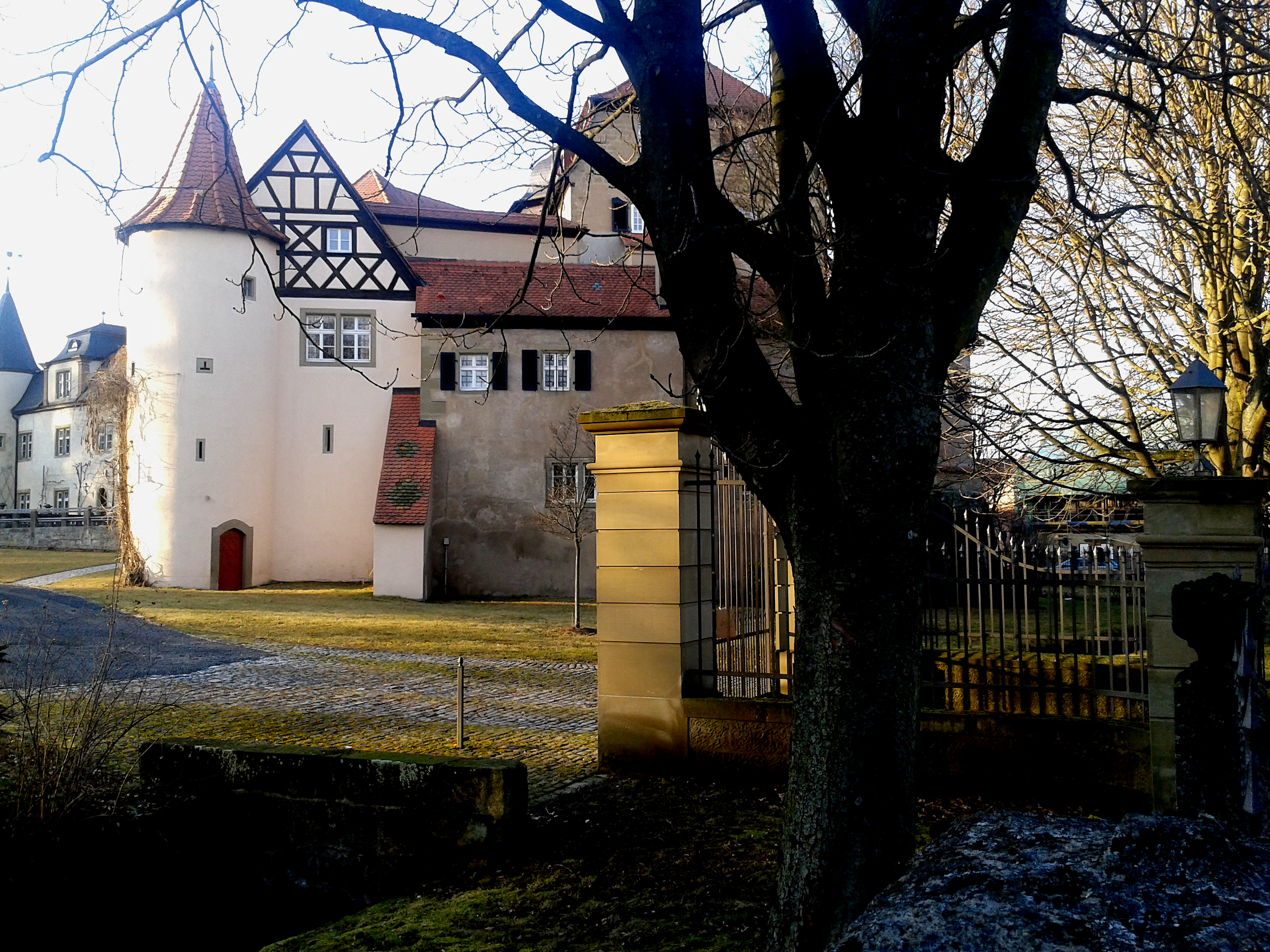
Schloss Rüdenhausen

Rupert Wolfgang Wilhelm Friedrich Casimir Fürst zu Castell-Rüdenhausen (Düsseldorf, 1 juni 1910 − circa 1944) was de 3e vorst en hoofd van de linie Castell-Rüdenhausen. 

## Biografie
Castell-Rüdenhausen werd geboren als lid van het geslacht Castell en zoon van Casimir Friedrich Fürst zu Castell-Rüdenhausen (1861-1933) en diens vrouw Mechtild Gräfin von Bentinck (1877-1940), lid van de grafelijke tak van het geslacht Bentinck. In de Tweede Wereldoorlog was hij ritmeester in het Duitse leger. Op 30 augustus 1944 werd hij in Roemenië als vermist opgegeven. De vermiste/gesneuvelde Rupert werd eerst op 19 mei 1951 officieel dood verklaard; toen volgde zijn broer Siegfried zu Castell-Rüdenhausen hem als vorst en hoofd van de linie Castell-Rüdenhausen op.
Hij en zijn familie bewoonden het stamslot van deze linie van het geslacht, Schloss Rüdenhausen.
(Formeel was hij volgens het Duitse naamrecht Graf  zu Castell-Rüdenhausen; volgens familietraditie wordt hij echter aangeduid als Fürst zu Castell-Rüdenhausen.)